# 赵世雄
淄恭憲王趙世雄（1031年—1105年12月12日（崇寧四年十二月初四）），祖籍涿郡（今河北省保定市清苑縣）人，宋朝宗室、燕懿王趙德昭曾孫、舒國公趙惟忠孫、韓國公趙從藹第四子。

## 生平
史載趙世雄努力學習而聞名，任寧遠軍節度觀察留後，熙寧年間他的兒子趙令鑠在宗室選拔裡以才幹選中當官，而他就上表建立住處容納這些有官職的遠支宗室，又建議設立三舍訓練學者。宋神宗採納了他的奏疏，於汴京和洛陽置敦宗院、六宮各自建立宗學；之後到宋徽宗時以他是太祖子孫最年長者，於元符三年（1100年）襲封安定郡王，並授崇信軍節度使，負責大宗重要事項。
崇寧四年（1105年），趙世雄去世，贈職太尉，追封淄王，諡恭憲；族兄弟趙世福襲安定郡王。

## 家族

### 祖父母
- 趙惟忠，舒國公

### 父母
- 趙從藹，韓國公

### 子女
- 趙令鑠，贈太傅
- 趙令甄，房陵郡公
- 趙令恂，贈武當侯
- 趙令郯，贈正奉大夫
- 趙令珦，贈開府儀同三司
- 趙令毣，贈金紫光祿大夫
- 趙令煓，左班殿直
- 趙令絢，左侍禁
- 趙令鐻，武節郎